# Hypobletus striatellus
Hypobletus striatellus är en skalbaggsart som först beskrevs av Sylvain Auguste de Marseul 1853.  Hypobletus striatellus ingår i släktet Hypobletus och familjen stumpbaggar. Inga underarter finns listade i Catalogue of Life.